# NGC 4850
NGC 4850 في الفهرس العام الجديد، هي مجرة، تقع في كوكبة الهلبة. اكتشفت في 22 أبريل 1865 بواسطة هاينريش لويس دريست.

## روابط خارجية
- NGC 4850 على موقع ويكي سكاي: DSS2, SDSS, GALEX, IRAS, Hydrogen α, X-Ray, Astrophoto, Sky Map, Articles and images